# 영상포엠 내 마음의 여행
《영/상/포/엠 내 마음의 여행》은 대한민국의 KBS 1TV에서 방송되었던 여행 다큐멘터리 프로그램이다. 방송 기간은 2005년 11월 3일부터 2009년 4월 19일까지 총 175회.

## 방송 시간
| 방송 채널 | 방송 기간                          | 방송 시간                             |
| --------- | ---------------------------------- | ------------------------------------- |
| KBS 1TV   | 2005년 11월 3일 ~ 2006년 3월 9일   | 매주 목요일 오후 23:40 ~ 00:00 (20분) |
| KBS 1TV   | 2006년 3월 19일 ~ 2007년 4월 29일  | 매주 일요일 오전 07:00 ~ 07:30 (30분) |
| KBS 1TV   | 2007년 5월 5일 ~ 2007년 11월 3일   | 매주 토요일 오전 07:40 ~ 08:00 (20분) |
| KBS 1TV   | 2007년 11월 11일 ~ 2008년 3월 30일 | 매주 일요일 오전 07:00 ~ 07:30 (30분) |
| KBS 1TV   | 2008년 4월 6일 ~ 2009년 4월 19일   | 매주 일요일 오전 07:40 ~ 08:00 (20분) |

## 방송 회차

### 2005년
| 회차 | 방송일    | 부제                                     |
| ---- | --------- | ---------------------------------------- |
| 1    | 11월 3일  | 첫 방송                                  |
| 2    | 11월 10일 | 탐진강 갈대밭에서 다산(茶山)을 만나다    |
| 3    | 11월 17일 | 경전선 세월이 비켜서다                   |
| 4    | 11월 24일 | 돌아오는 것이 어디 연어뿐이랴 - 양양     |
| 5    | 12월 1일  | 함양 계곡에 가을을 묻다                  |
| 6    | 12월 15일 | 삶이 출렁거리는 땅, 진도                 |
| 7    | 12월 22일 | 겨울은 소백을 넘고, 사람은 죽령을 넘는다 |

### 2006년
| 회차 | 방송일    | 부제                                           |
| ---- | --------- | ---------------------------------------------- |
| 8    | 1월 5일   | 화진포, 꿈꾸는 포구                            |
| 9    | 1월 12일  | 겨울바다의 유혹, 거제도                        |
| 10   | 1월 19일  | 땅끝에서 길을 묻다 - 해남                      |
| 11   | 2월 2일   | 우도, 어머니의 섬                              |
| 12   | 2월 9일   | 재너머 사람들의 겨울이야기 - 인제․태백         |
| 13   | 2월 16일  | 청명한 물빛 겨울 - 제천.단양                   |
| 14   | 2월 23일  | 정이 있어 마음이 머무는 섬, 보길도             |
| 15   | 3월 9일   | 동해의 풍요로운 섬, 울릉도                     |
| 16   | 3월 16일  | 닭실마을, 500년 양반마을의 꿈                  |
| 17   | 3월 26일  | 머무는 것은 오래도록 남는다 - 경북 청도        |
| 18   | 4월 2일   | 죽향이 머무는 곳 - 전남 담양                   |
| 19   | 4월 9일   | 섬진강 550리, 봄빛을 품고 세월을 말하다        |
| 20   | 4월 16일  | 남제주, 봄향기를 따라간 섬                     |
| 21   | 4월 23일  | 봄을 닮은 섬 - 청산도                          |
| 22   | 4월 30일  | 잊혀져 가기에 간직되는 추억, 도계              |
| 23   | 5월 7일   | 결 고운 빛, 천년을 가다 - 여주                 |
| 24   | 5월 14일  | 희망으로 일군 풍요의 섬, 비금도                |
| 25   | 5월 21일  | 초록을 물들이는 마음 - 보성                    |
| 26   | 5월 28일  | 바람도 머물러가는 그 바다 끝에 서서 - 영덕     |
| 27   | 6월 4일   | 물길 위에서 나를 만나다 - 서강                 |
| 28   | 6월 11일  | 시간 속에 묻어둔 그리움 - 소양호               |
| 29   | 6월 18일  | 두개의 섬, 하나의 이름 - 이작도                |
| 30   | 6월 25일  | 하늘과 맞닿은 고개 너머 - 대관령               |
| 31   | 7월 2일   | 꿈, 추억, 행복을 품은 남쪽나라 - 남해          |
| 32   | 7월 9일   | 천년의 기억 - 고창                             |
| 33   | 7월 16일  | 느티나무 추억 아래서 여름을 만나다 - 괴산      |
| 34   | 7월 23일  | 100년 항, 그 멈춰진 시간속에서 - 군산          |
| 35   | 7월 30일  | 유년의 꿈이 머무는 자리, 영동                  |
| 36   | 8월 6일   | 고개 너머 만난 여름이야기 - 문경               |
| 37   | 8월 13일  | 섬, 희망을 전하다 - 통영                       |
| 38   | 8월 20일  | 임피역, 그 80년 세월의 흔적                    |
| 39   | 8월 27일  | 기다림, 오랜된 미래와 만나다 - 태백            |
| 40   | 9월 3일   | 산골마을 사람들 그리고 이야기 - 강원 정선      |
| 41   | 9월 10일  | 가을의 길목, 세월을 만나다 - 전북 부안         |
| 42   | 9월 17일  | 하늘과 땅을 품은 남쪽 바다 - 사천              |
| 43   | 9월 24일  | 지리산골, 옛 가을 이야기 - 전북 남원           |
| 44   | 10월 1일  | 익숙한 삶의 즐거움 - 영주                      |
| 45   | 10월 8일  | 시간을 찾아 떠난 산골 기차 여행 - 정선, 태백선 |
| 46   | 10월 15일 | 동쪽바다의 가을노래 - 강릉                     |
| 47   | 10월 22일 | 호수 위에 그린 가을 수채화 - 경북 청송         |
| 48   | 10월 29일 | 영산을 품은 천년고도 - 구례                    |
| 49   | 11월 5일  | 그 가을 바다, 삶을 보듬고 - 전 고흥            |
| 50   | 11월 12일 | 가야산, 시간의 향기 속으로                     |
| 51   | 11월 19일 | 제주 오름                                      |
| 52   | 11월 26일 | 천년 세월에는 만가지 전설 - 금강산             |
| 53   | 12월 3일  | 남도에서 만난 겨울 풍경 - 순천                 |
| 54   | 12월 10일 | 하늘 세평, 마당 세평 봉화의 겨울이야기         |
| 55   | 12월 17일 | 느린 시간속에 여유로운 삶 - 안동               |
| 56   | 12월 24일 | 사랑, 평안 그 겨울바다에 눕다, 충남 태안       |
| 57   | 12월 31일 | 포구의 겨울 노래 - 구룡포                      |

### 2007년
| 회차 | 방송일    | 부제                                                          |
| ---- | --------- | ------------------------------------------------------------- |
| 58   | 1월 7일   | 성(城) 마을 고향이야기 - 전남 장성                            |
| 59   | 1월 14일  | 겨울바다의 꿈, 전남 장흥                                      |
| 60   | 1월 21일  | 제주                                                          |
| 61   | 1월 28일  | 여자만의 겨울나기 - 전남 여수                                 |
| 62   | 2월 4일   | 하늘과 맞닿은 섬 - 소매물도                                   |
| 63   | 2월 11일  | 산마루에 머무는 세월의 자취 - 충북 보은                       |
| 64   | 2월 18일  | 덧바위골 부암동(付巖洞) 사람들                                |
| 65   | 2월 25일  | 봄, 빛을 따라가다 - 전남 강진                                 |
| 66   | 3월 4일   | 봄 하늘, 그 아래 산마을 바닷마을                              |
| 67   | 3월 11일  | 바람결 포구, 옛 이야기 - 충남 당진                            |
| 68   | 3월 18일  | 비화가야(非火伽倻) 그곳에 남은 기억들                         |
| 69   | 3월 25일  | 섬진강, 꽃길을 열다                                           |
| 70   | 4월 1일   | 그 길 사이, 태고의 흔적을 엿보다                              |
| 71   | 4월 8일   | 세월이 간직한 이야기, 예(禮)와 문(文)의 땅 - 충남 예산        |
| 72   | 4월 15일  | 지혜로운 산마루에 잠시 쉬다 - 경남 산청                       |
| 73   | 4월 22일  | 소박한 삶의 향기 전북 순창                                    |
| 74   | 4월 29일  | 바닷길 300리, 푸른 섬의 기억 - 거문도                         |
| 75   | 5월 5일   | 길 위에 머문 세월 - 구룡령 옛길                               |
| 76   | 5월 12일  | 영원한 안식, 어머니의 바다 - 전남 장흥                        |
| 77   | 5월 19일  | 새재 옛길엔 봄도 쉬어가네-경북 문경                           |
| 78   | 5월 26일  | 먼바다, 기억은 깊어지고 - 흑산도                              |
| 79   | 6월 2일   | 아카시아 피면 그리운 사람 그리워 - 경북 영양                  |
| 80   | 6월 9일   | 변치 않는 것의 아름다움 - 강원 삼척                           |
| 81   | 6월 16일  | 그곳에서 '염원'을 보다 - 전북 진안                            |
| 82   | 6월 23일  | 1950년 6월, 잃어버린 시간을 찾아서 - 강원 양구                |
| 83   | 6월 30일  | 한 많은 그리움, 바다에 띄우다 - 전남 영광                     |
| 84   | 7월 7일   | 기억 속에 흐르는 시간의 그림자 - 전북 부안                    |
| 85   | 7월 14일  | 바다에 취해 마음을 묻는다 - 전남 보길도                       |
| 86   | 7월 21일  | 빗속의 외로움, 그 길에 흐르다                                 |
| 87   | 7월 28일  | 삶과 시간이 흐른다. 천리 강물에 - 금강,백마강                 |
| 88   | 8월 4일   | 갯벌에 흐르는 인생이야기 - 강화 볼음도                        |
| 89   | 8월 11일  | 바람 속에 열린 섬, 그리고 사람들 - 제주시 추자군도            |
| 90   | 8월 18일  | 무욕의 삶이 흐르는 풍경 - 경북 울진                           |
| 91   | 8월 25일  | 마음 띄우니, 청산에 구름계곡- 전북 운주                       |
| 92   | 9월 1일   | 옥빛 바다가 품은 시간의 기억 -강원 고성군                     |
| 93   | 9월 8일   | 날 부르는 옛 섬에서 마음 길을 묻다 - 전북 고군산군도          |
| 94   | 9월 15일  | 기다림, 눈 감아도 보이는 가을 - 밀양, 태백                    |
| 95   | 9월 22일  | 물 속 옛 고향, 그 위로 흐르는 그리움 - 경북 청도              |
| 96   | 9월 29일  | 바래지 않은 옛 추억, 마음의 결은 고와라 - 전남 강진           |
| 97   | 10월 6일  | 삶의 다른 이름, 인연 - 강원도 춘천                            |
| 98   | 10월 13일 | 섬에 부는 바람의 말, 기다림도 사랑이라고 - 전남 신안          |
| 99   | 10월 20일 | 삶의 길섶에는 저문 강이 흐르고 - 경기도 여주                  |
| 100  | 10월 27일 | 길 위에서 고향을 보다 - 국도 1호선                            |
| 101  | 11월 3일  | 들길엔 그대 그림자, 물 위에 비친 그리움 - 경남 밀양           |
| 102  | 11월 10일 | 선홍빛 옛 추억 속에 가을 감나무의 기억 - 충북 영동            |
| 103  | 11월 17일 | 사라진 것들의 긴 그림자, 간이역의 추억 - 경북 봉화            |
| 104  | 11월 24일 | 마음은 호수에 담고 추억은 만추에 실려가네 - 전북 옥정호       |
| 105  | 12월 1일  | 기다림으로 불러보다, 옛 기억의 이름들 - 전북 정읍             |
| 106  | 12월 8일  | 꿈,강물 위로 흐르고 무심(無心)은 세월 따라 오리라 - 강원 영월 |
| 107  | 12월 15일 | 푸른 그리움의 섬, 바다엔 시간의 기억 - 경남 남해              |
| 108  | 12월 22일 | 산자락에 머문 세월, 구름 조차 넉넉하고 - 지리산               |
| 109  | 12월 29일 | 나의 살던 고향은 그리운 이웃의 담장 옆 골목 - 서울 낙산       |

### 2008년
| 회차 | 방송일    | 부제                                                          |
| ---- | --------- | ------------------------------------------------------------- |
| 110  | 1월 6일   | 동쪽 섬 새 해 뜨고, 파도 위 푸른 소망 만나리 - 울릉도         |
| 111  | 1월 13일  | 바다가 섬에게 묻는다. 바람의 그리움 아느냐고                  |
| 112  | 1월 20일  | 두물머리의 추억속에 우리는 흘러가리 - 경기 양평               |
| 113  | 1월 27일  | 너른 들 넘어 새들 오리라, 우리의 삶도 함께 - 경남 창원        |
| 114  | 2월 3일   | 고개 넘어 눈의 나라엔 영원한 그대의 기억 - 한계령             |
| 115  | 2월 10일  | 눈 내린 고향에는 철새들 나는 겨울 호수 - 충북 제천            |
| 116  | 2월 17일  | 그리운 어머니의 품, 크고 깊은 계곡의 꿈 - 전북 무주           |
| 117  | 2월 24일  | 갯벌에서 보리밭으로 봄바람 그리고 설레임 - 전남 고흥          |
| 118  | 3월 2일   | 하늘의 뜻, 땅의 마음 밝고 따뜻함이 가득하리 - 충남 홍성, 청양 |
| 119  | 3월 9일   | 흘러가는 기다림 속에 봄바람 그리고 섬진강 - 전남 광양         |
| 120  | 3월 16일  | 희. 망. 애. 생애 가장 행복했던 봄날 - 경남 거제               |
| 121  | 3월 23일  | 봄바다에 붉은 동백은 그대 향한 그리움 - 전남 여수             |
| 122  | 3월 30일  | 포구 넘어 봄 들판에 내 사랑 그리고 바람 한 줄기               |
| 123  | 4월 6일   | 생(生)을 꿈꾸는 그 붉은 뜨거움 - 전북 고창                    |
| 124  | 4월 13일  | 산수유 아래 물들다 - 전남 구례                                |
| 125  | 4월 20일  | 주산지의 추억 - 경북 청송                                     |
| 126  | 4월 27일  | 대숲에 이는 바람 - 전남 담양                                  |
| 127  | 5월 4일   | 바다와 함께라면 - 경북 영덕                                   |
| 128  | 5월 11일  | 맞춤의 마음으로 - 경기 안성                                   |
| 129  | 5월 18일  | 살임에 안기다 - 경남 함양                                     |
| 130  | 5월 25일  | 추억이 머무는 서쪽 바다 - 충남 서천                           |
| 131  | 6월 1일   | 두메산골 아라리 - 강원 정선                                   |
| 132  | 6월 8일   | 저 안개에 쉬어 가리라 - 전남 홍도                             |
| 133  | 6월 15일  | 꿈엔들 잊힐리야 - 충북 옥천                                   |
| 134  | 6월 22일  | 그리움이 깃든 섬들 - 경남 통영                                |
| 135  | 6월 29일  | 파로호의 여름 - 강원 화천                                     |
| 136  | 7월 6일   | 갖품의 아름다움 - 전북 완주                                   |
| 137  | 7월 13일  | 0번 버스를 따라서 - 가야산                                    |
| 138  | 7월 20일  | 안개를 품은 가로림만 - 충남 서산                              |
| 139  | 7월 27일  | 들녁을 적시는 어머니의 품, 서강                               |
| 140  | 8월 3일   | 서해의 숨은 진주 - 비금도                                     |
| 141  | 8월 10일  | 산과 호수의 어우러짐 - 경기 가평                              |
| 142  | 8월 17일  | 소백산 아래 옛길 따라 - 경북 영주                             |
| 143  | 8월 24일  | 크고 깊은 산에 안기다 - 강원 태백                             |
| 144  | 8월 31일  | (불명)                                                        |
| 145  | 9월 7일   | 세월이 멈춘 괴강가에서 - 충북 괴산                            |
| 146  | 9월 14일  | 동북호에 물든 가을 - 전남 화순                                |
| 147  | 9월 21일  | 산, 내, 바다의 추억 - 강원 양양                               |
| 148  | 9월 28일  | 하늘과 닿은 너른 들에 가을이 내리다 - 전북 김제               |
| 149  | 10월 5일  | 물에 비친 풍경, 그 너머의 이야기 - 충북 충주                  |
| 150  | 10월 12일 | 메밀꽆 핀 마을엔 가을 강이 흐르고 - 강원 평창                 |
| 151  | 10월 19일 | 잃어버린 시간의 숲에서 머물다 - 경기 포천                     |
| 152  | 10월 26일 | 산을 적시고 바다를 보듬는 가을 섬 - 인천 강화                 |
| 153  | 11월 16일 | 추억이 머무는 시간의 길목 - 전남 장흥                         |
| 154  | 11월 23일 | 삶의 흠집마저 삭혀낸 큰 평안함이여! - 충남 태안               |
| 155  | 11월 30일 | 바닷가에서 추억하다, 내 기억의 흔적들 - 경남 고성             |
| 156  | 12월 7일  | 꽃 꺾는 고개에선, 그대 생각 눈물 한 방울 - 강원도 화절령      |
| 157  | 12월 14일 | 삶의 길, 기다림들 그 후에 오는 기쁨이여 - 경남 하동           |
| 158  | 12월 21일 | 멈춘 기억의 뒤안길, 그리고 찬란한 희망 - 전북 군산            |
| 159  | 12월 28일 | 기꺼이 작별하라! 내 안의 모든 욕망과 - 전남 해남              |

### 2009년
| 회차 | 방송일   | 부제                                                          |
| ---- | -------- | ------------------------------------------------------------- |
| 160  | 1월 4일  | 낡은 서랍을 열었다 기억과 꿈의 뒤척임 - 서울 충무로           |
| 161  | 1월 11일 | 겨울 바다에서 벼려 낸 삶의 한 자리 - 강원도 고성              |
| 162  | 1월 18일 | 겨·울·서·정, 투명한 시간 속에 마음을 흩뜨린다                 |
| 163  | 1월 25일 | 아라리에 실린 마음, 한없이 내어주라 하네 - 강원도 정선        |
| 164  | 2월 1일  | 시간, 흐르는 기억... 그리움, 쌓이는 추억 - 경북 경주          |
| 165  | 2월 8일  | 강 너머 봄기운, 산 위엔 겨울 추억 - 전남 영암                 |
| 166  | 2월 15일 | 바다 안개너머 간절한 소망 싣고 떠나리 - 충남 당진             |
| 167  | 2월 22일 | 영도다리, 40계단 그리고 가슴에 남은 이름들 - 부산 중구        |
| 168  | 3월 1일  | 바람, 꽃, 속삭임 한 번 이젠 봄의 설렘 - 전북 부안             |
| 169  | 3월 8일  | 보성강엔 이미 봄이니, 포근하리, 우리 마음은 - 전남 곡성       |
| 170  | 3월 15일 | 가슴 벅찬 봄날입니다. 찬란한 바다 덕분에 - 경남 사천          |
| 171  | 3월 22일 | 꽃편지 사연은 동백꽃, 섬에서 부친 붉은 마음 - 전남 진도,접도  |
| 172  | 3월 29일 | 도시, 그리고 낯선 행복감, 이 봄에 모두 평안하시길 - 서울 여행 |
| 173  | 4월 5일  | 강(江) 위에 삶의 물결, 그대여! 봄빛 가득 사랑을 - 서울 여행Ⅱ  |
| 174  | 4월 12일 | 솔바람에 실린 그리움, 세월의 숨결로 남으리 - 강원도 삼척      |
| 175  | 4월 19일 | 마지막 방송                                                   |

## 출판
- 《영/상/포/엠 내 마음의 여행》(제작팀) ISBN 9788993487121

## 같이 보기
- 그곳에 가고 싶다 (1995 ~ 2005년)
- 풍경이 있는 여행 (2009년 4월 25일 ~ 2011년 11월 5일)